# Lord Chief Justice of England and Wales

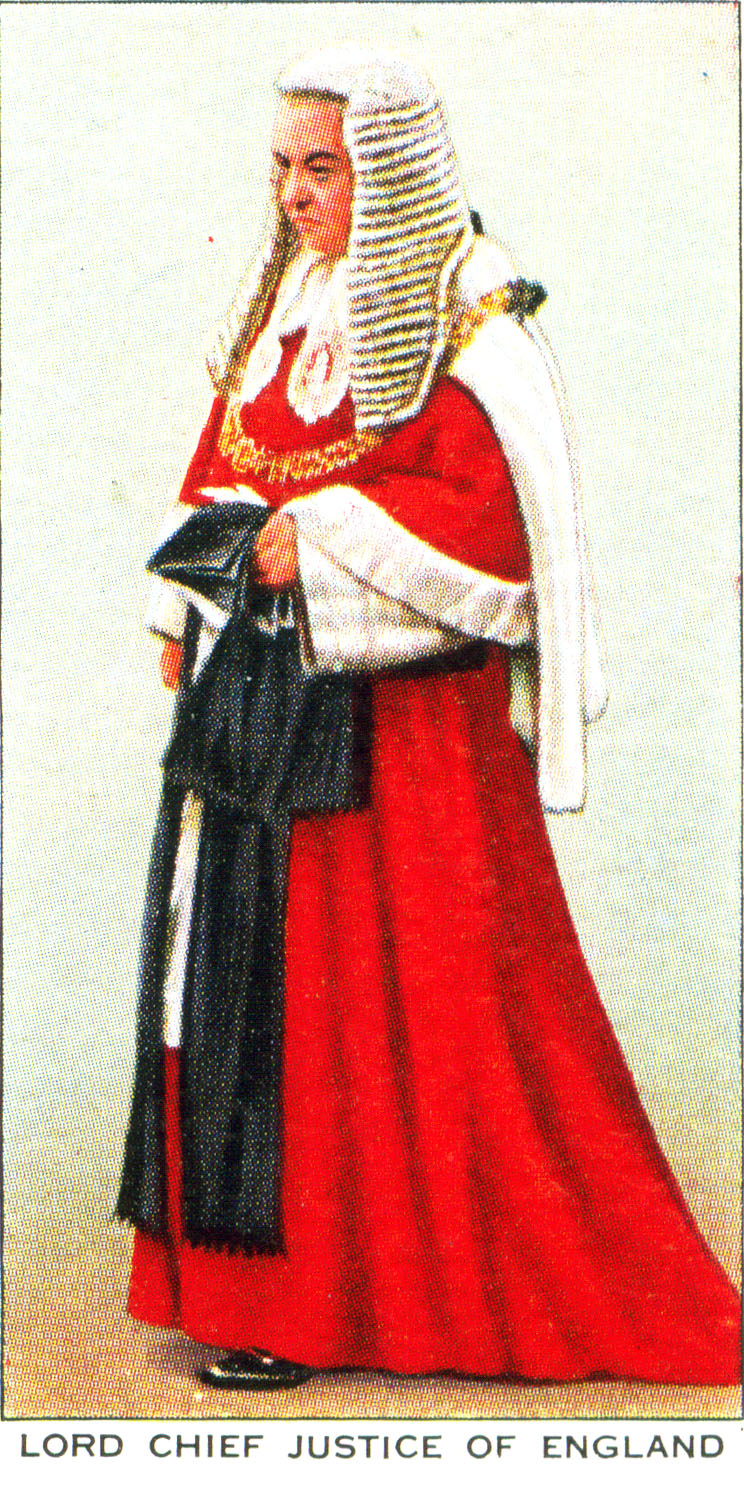
Abbildung Gordon Hewart, 1. Viscount Hewart in der Robe des Lord Chief Justice of England aus der Krönungsserie der Firma Player's cigarettes 1937

Der Lord Chief Justice of England and Wales (dt. Lordoberrichter) war bis zur Britischen Verfassungsreform im Jahre 2005 als Vorsitzender Richter sowohl der Strafrechtsabteilung am Court of Appeal als auch der King’s Bench Division des High Court der zweithöchste Richter der Courts of England and Wales nach dem Lordkanzler. Seit der Reform 2005 hat der Lord Chief Justice die höchste Richterposition inne.
Ursprünglich hatten die drei Gerichtshöfe des Common Law, der Court of Common Pleas, der Court of King’s Bench bzw. Queen’s Bench und der Court of Exchequer jeweils ihren eigenen Chief Justice. Der des Exchequer Court war der Lord Chief Baron of the Exchequer, der des Common Pleas wurde Chief Justice of the Common Pleas genannt; allein der Vorsitzende des King’s Bench bzw. Queen’s Bench wurde einfach Lord Chief Justice genannt. Die Gerichtshöfe wurden allerdings 1880 zusammengelegt, wodurch nur noch ein Chief Justice übrig blieb.
Daneben gibt es auch noch einen Lord Chief Justice of Northern Ireland. Das schottische Äquivalent zum Lord Chief Justice ist der Lord President of the Court of Session, welcher in Personalunion auch den Posten des Lord Justice General am High Court of Justiciary besetzt.
Zurzeit ist Dame Sue Carr Lord Chief Justice of England and Wales.

## Lords Chief Justice, King’s (Queen’s) Bench, bis 1880
- William of Raleigh (1234–1239)
- Sir Stephen of Seagrave (1239–1241)
- William of York (1241–1247)
- Henry of Bath (1249–1251)
- Sir Gilbert of Seagrave (1251–1253)
- Henry of Bath (1253–1260)
- Sir William of Wilton (1261–1263)
- Nicholas de Turri (1265–1267)
- Robert de Briwes (1268–1269)
- Richard of Staines (1269–1273)
- Martin of Littlebury (1273–1274)
- Ralph de Hengham (1274–1290)
- Gilbert of Thornton (1290–1295)
- Roger Brabazon (1295–1316)
- William Inge (1316–1317)
- Sir Henry Le Scrope (1317–1323)
- Hervey de Staunton (1323–1324)
- Geoffrey Le Scrope (1324–1329)
- Robert de Malberthorp (1329–1329)
- Sir Henry Le Scrope (1329–1330)
- Sir Geoffrey Le Scrope (1330–1332)
- Sir Richard de Wyllughby (1332)
- Sir Geoffrey le Scrope (1332–1338)
- Sir Richard de Wyllughby (1338–1340)
- Sir Robert Parning (1340–1341)
- Sir William Scot (1341–1346)
- Sir William de Thorpe (1346–1350)
- Sir William de Shareshull (1350–1360)
- Sir Henry Greene (Jurist) (1361–1365)
- Sir John Knivet (1365–1372)
- Sir John de Cavendish (1372–1381) (ermordet während des Bauernaufstands von 1381)
- Sir Robert Tresylian (1381–1387)
- Sir Walter de Cloptone (1388–1400)
- Sir William Gascoigne (1400–1412)
- Sir William Hankford (1413–1423)
- Sir William Cheyne (1424–1438)
- Sir John Ivyn (1439–1440)
- Sir John Hody (1440–1441)
- Sir John Fortescue (1442–1461)
- Sir John Markham (1461–1468)
- Sir Thomas Billing (1469–1481)
- Sir William Huse (1481–1495)
- Sir John Fineux (1495–1525)
- Sir John Fitz-James (1526–1538)
- Sir Edward Montague (1539–1545)
- Sir Roger Cholmeley (1545–1552)
- Sir Thomas Bromley (1553–1555)
- Sir William Portman (1555–1557)
- Sir Edward Saunders (1557–1559)
- Sir Robert Catlyn (1559–1574)
- Sir Christopher Wray (1574–1592)
- Sir John Popham (1592–1607)
- Sir Thomas Fleming (1607–1613)
- Sir Edward Coke (1613–1616)
- Sir Henry Montagu (1616–1621)
- Sir James Ley, 1. Baronet (1621–1625)
- Sir Ranulph Crewe (1625–1626)
- Sir Nicholas Hyde (1627–1631)
- Sir Thomas Richardson (1631–1635)
- Sir John Bramston (1635–1642)
- Sir Robert Heath (1642–1645)
- Henry Rolle (1648–1655)
- Sir John Glyn (1655–1660)
- Sir Richard Newdigate (1660)
- Sir Robert Foster (Jurist) (1660–1663)
- Sir Robert Hyde (1663–1665)
- Sir John Kelynge (1665–1671)
- Sir Matthew Hale (1671–1676)
- Sir Richard Raynsford (1676–1678)
- Sir William Scroggs (1678–1681)
- Sir Francis Pemberton (1681–1683)
- Sir Edmund Saunders (1683)
- George Jeffreys (1683–1685)
- Sir Edward Herbert (Richter) (1685–1687)
- Sir Robert Wright (1687–1689)
- Sir John Holt (Jurist) (1689–1710)
- Thomas Parker, 1. Baron Parker (1710–1718)
- Sir John Pratt (Jurist) (1718–1725)
- Sir Robert Raymond (1725–1733)
- Philip Yorke, 1. Baron Hardwicke (1733–1737)
- Sir William Lee (1737–1754)
- Sir Dudley Ryder (1754–1756)
- William Murray (1756–1788) (Earl of Mansfield ab 1776)
- Lloyd Kenyon, 1. Baron Kenyon (1788–1802)
- Edward Law, 1. Baron Ellenborough (1802–1818)
- Charles Abbott, 1. Baron Tenterden (1818–1832)
- Thomas Denman, 1. Baron Denman (1832–1850)
- John Campbell, 1. Baron Campbell (1850–1859)
- Sir Alexander Cockburn, 12. Baronet (1859–1880)

## Lords Chief Justice of England (später England and Wales), 1875 bis heute
- Sir Alexander Cockburn, 12. Baronet (1875–1880, starb im Amt)
- John Duke Coleridge, 1. Baron Coleridge (1880–1894, starb im Amt)
- Charles Russell, 1. Baron Russell of Killowen (1894–1900, starb im Amt)
- Richard Everard Webster, 1. Viscount Alverstone (1900–1913)
- Rufus Isaacs, 1. Earl of Reading (1913–1921)
- Alfred Tristram Lawrence, 1. Baron Trevethin (1921–1922)
- Gordon Hewart, 1. Viscount Hewart (1922–1940)
- Thomas Inskip, 1. Viscount Caldecote (1940–1946)
- Raynor Goddard, Baron Goddard (1946–1958)
- Hubert Lister Parker, Baron Parker of Waddington (1958–1971)
- John Passmore Widgery, Baron Widgery (1971–1980)
- Geoffrey Dawson Lane, Baron Lane (1980–1992)
- Peter Murray Taylor, Baron Taylor of Gosforth (1992–1996)
- Thomas Henry Bingham, Baron Bingham of Cornhill (1996–2000)
- Harry Woolf, Baron Woolf (2000–2005)
- Nicholas Addison Phillips, Baron Phillips of Worth Matravers (2005–2008)
- Igor Judge, Baron Judge (2008–2013)
- John Thomas, Baron Thomas of Cwmgiedd (2013–2017)
- Ian Burnett, Baron Burnett of Maldon (2017–2023)
- Dame Sue Carr (2023–heute)